# Europese kampioenschappen kyokushin karate 1997 (IKO)
De Europese kampioenschappen kyokushin karate 1997 waren door de International Karate Organization (IKO) georganiseerde kampioenschappen voor Kyokushinkai karateka's. De 10e editie van de Europese kampioenschappen vond plaats in het Poolse Gdańsk.

## Resultaten
| Gewichtsklasse | Goud                 | Zilver              | Brons                             |
| -------------- | -------------------- | ------------------- | --------------------------------- |
| -70kg          | Piotr Sawicki        | Leszek Zgrzebniak   | Ionel Stancu Lucian Gogonel       |
| -80kg          | Vladimir Zadarozhniy | Florescu Tiberiu    | Johannes Berget Iulian Nichalache |
| -90kg          | Marek Kosowski       | Cayetano Mateo      | Egil Arne Okland Lucian Spiridon  |
| +90kg          | Alexander Lapko      | Rafal Czerniakowski | Alexander Bielecki Ion Gorgoiu    |